# Terhorst (Limburg)
Terhorst (Limburgs: Terhoorsj) is een buurtschap ten zuiden van het dorp Banholt in de gemeente Eijsden-Margraten in de Nederlandse provincie Limburg. Tot 31 december 2010 maakte de buurtschap deel uit van de gemeente Margraten.
De buurtschap bestaat uit ca. 35 boerderijen en huizen langs een doodlopende weg. In het centrum van Terhorst staat een kleine kapel uit 1949, de Mariakapel, die gebouwd werd uit dankbaarheid dat Terhorst goed door de Tweede Wereldoorlog was gekomen.
Terhorst ligt in het oostelijke deel van het droogdal Horstergrub.

## Zie ook

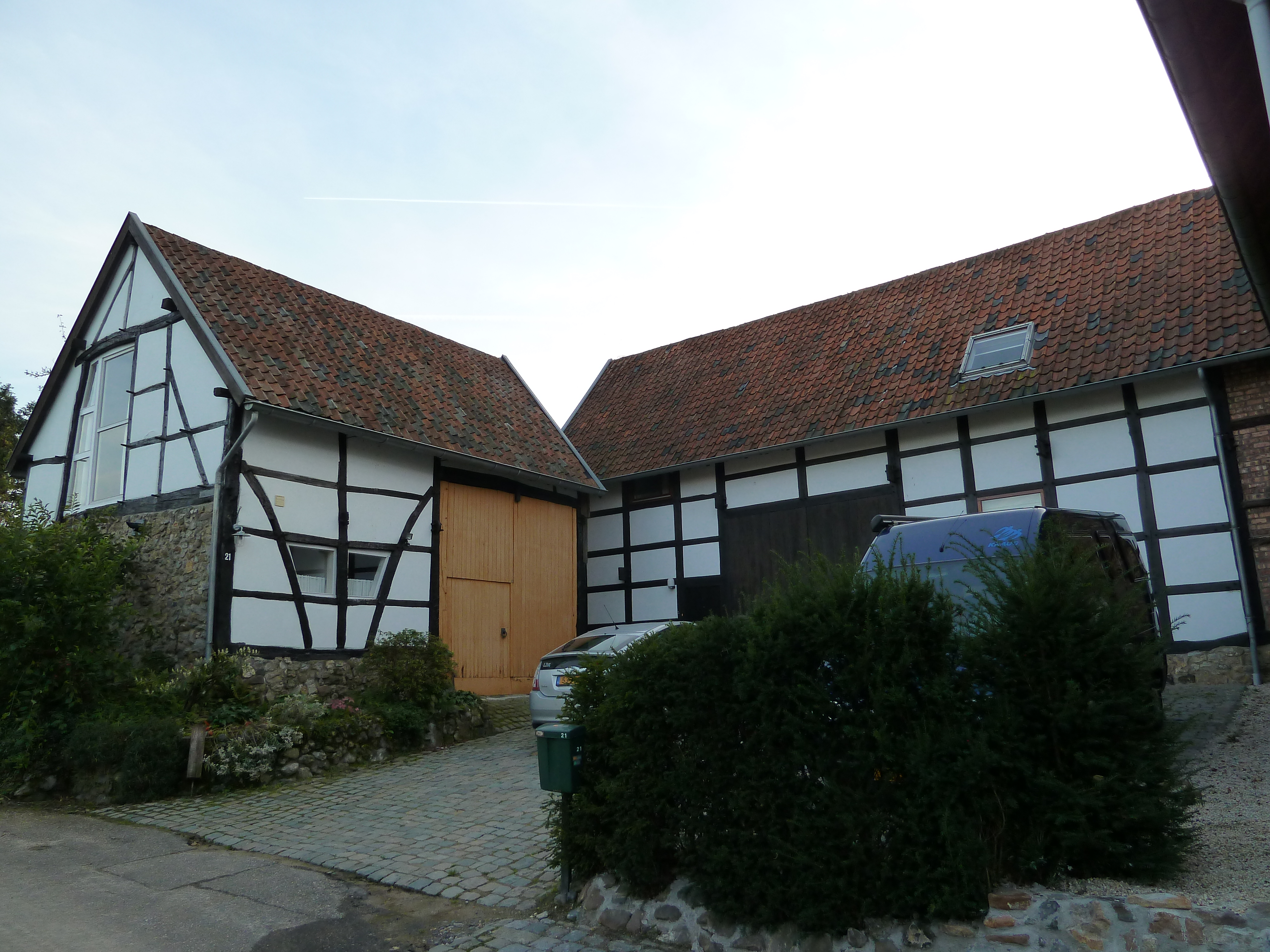
Rijksmonument Hoeve
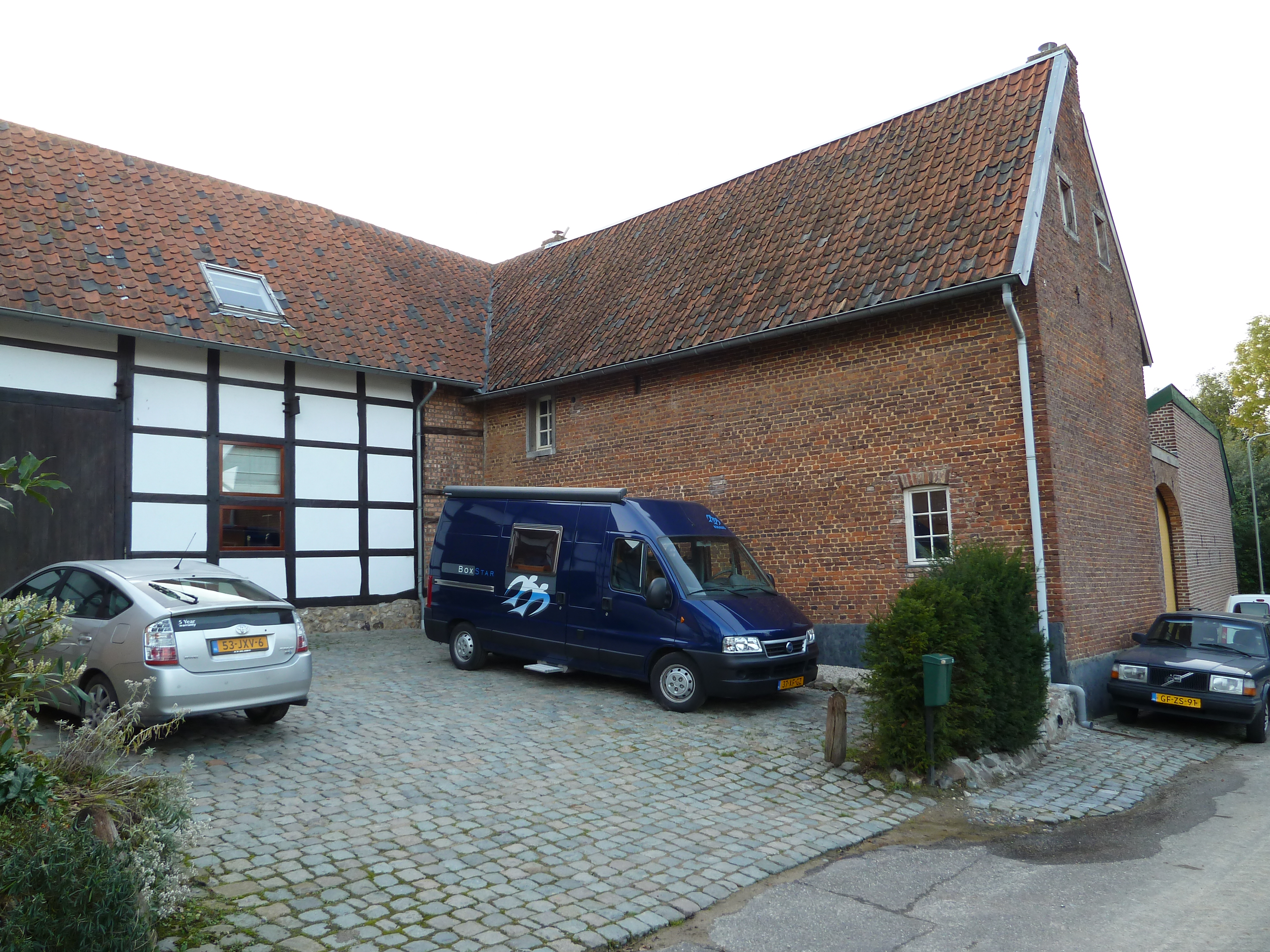
Dezelfde hoeve in ander perspectief
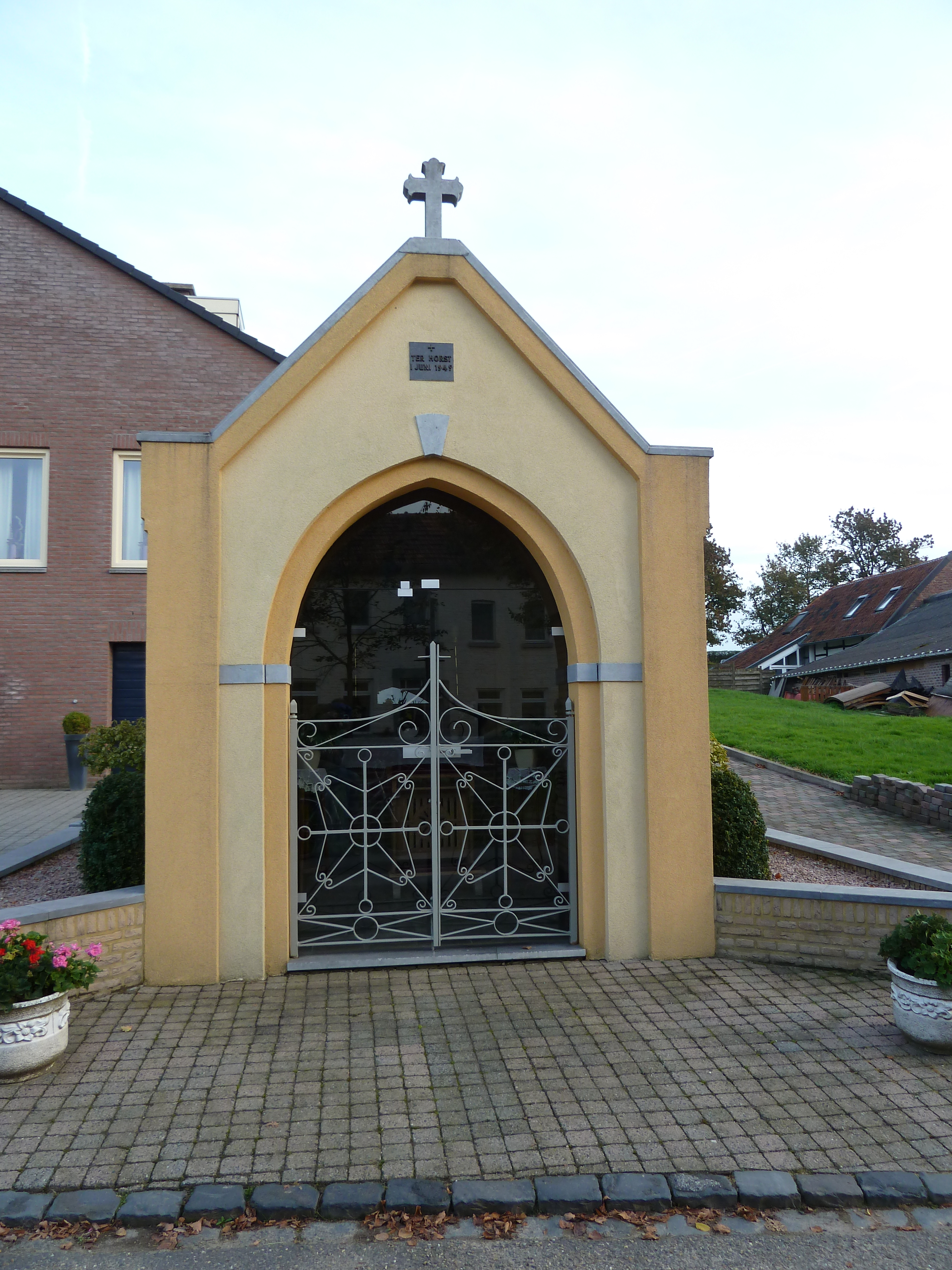
Kapel van Terhorst
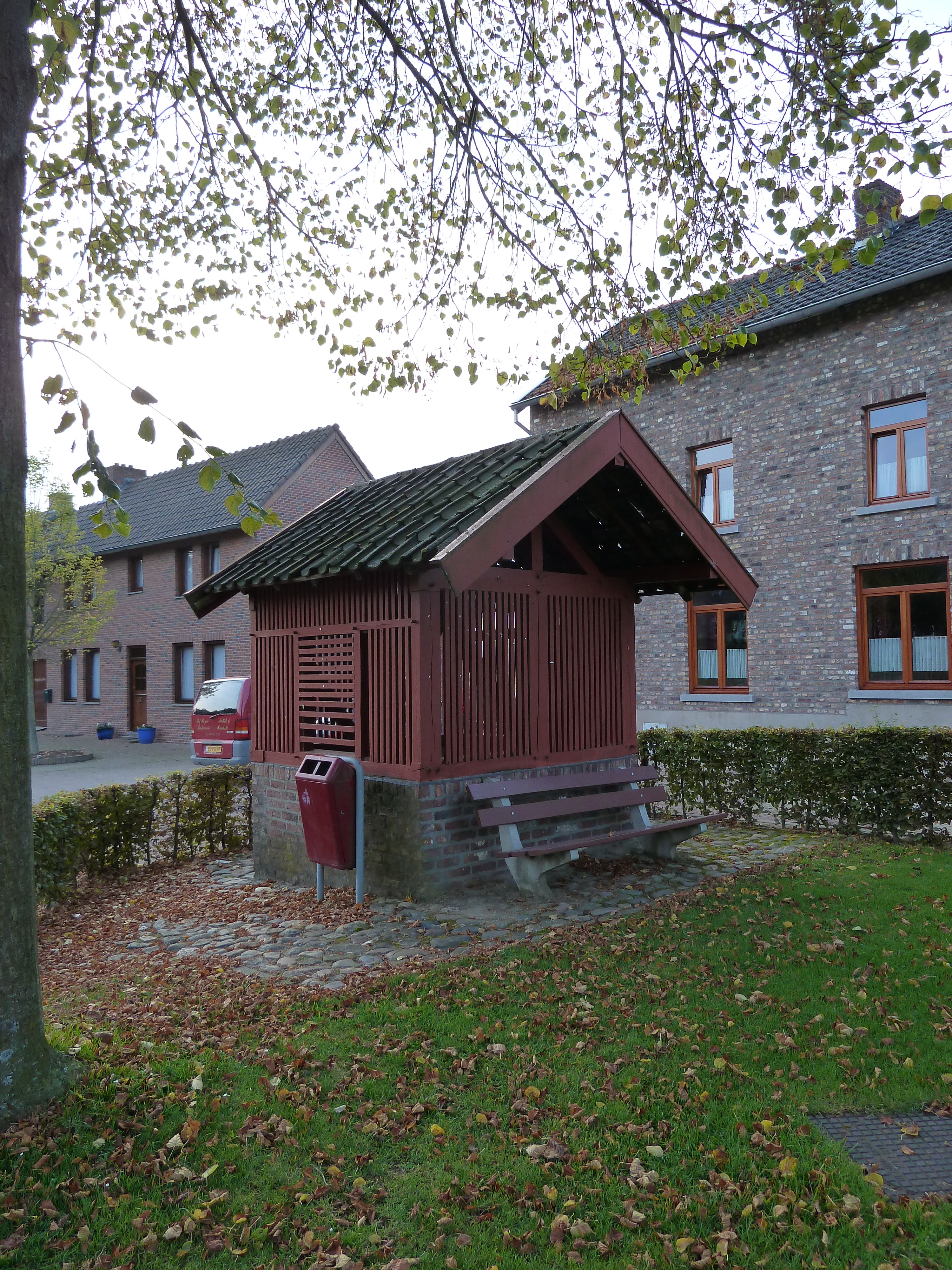
Zwingelput